# Aphis sugadairensis
Aphis sugadairensis är en insektsart. Aphis sugadairensis ingår i släktet Aphis och familjen långrörsbladlöss. Inga underarter finns listade i Catalogue of Life.